# Покровские Селищи
Покровские Селищи — село в Зубово-Полянском районе Мордовии России. Входит в состав Зарубкинского сельского поселения.

## История
В «Списке населённых мест Тамбовской губернии за 1866» Покровские Селищи казенное село из 141 двора Спасского уезда.

## Население
| 2002 | 2010 |
| ---- | ---- |
| 485  | ↘457 |

Национальный состав
Согласно результатам Всероссийской переписи населения 2002 года, в национальной структуре населения мордва-мокша составляли 97 %.

## Русская православная церковь
Свято-Варсонофиевский женский монастырь.